# LOHAS
Lifestyle of Health and Sustainability (LOHAS) – nazwa ruchu społecznego opartego na zdrowym i odpowiedzialnym stylu życia.
Przez określenie LOHAS w marketingu i zarządzaniu określa się grupę konsumentów, dla których jednym z najważniejszym kryterium przy podejmowaniu decyzji zakupowej jest odpowiedzialna konsumpcja i respektowanie przez producenta produktu zasad zrównoważonego rozwoju w całym procesie powstawania produktu, tj.:
- projektowania i testowania przez produkcję opartą na sprawiedliwości społecznej (np. respektowanie praw człowieka),
- odpowiedzialną reklamę (np. z oznaczeniem ryzyk spożywania/ użytkowania danego produktu)
- zasady sprzedaży oraz dostaw,
- oczekiwanie od producentów przeznaczania części zysku na wspólne dobro.

Idea zdrowego, świadomego i odpowiedzialnego życia zakłada:
- wysoką świadomość ekologiczną społeczności LOHAS (znajomość oznakowania opakowań, dostęp do możliwości np. powtórnego użytkowania opakowań, dążenie do zmniejszenia marnotrawstwa) oraz
- gotowość do zapłacenia wyższej ceny za produkt (świadomość, z czego wynika zazwyczaj wyższa cena takiego produktu i gotowość do jej zapłacenia przy jednoczesnym oczekiwaniu trwałości i jakości produktu)
- poczucie, że dobrobyt i wysoki poziom życia nakłada na producenta i konsumenta konieczność odpowiedniego gospodarowania zasobami
- poczucie, że możliwe jest połączenie szybkiego wzrostu gospodarczego z dbałością o środowisko naturalne.